# Joseph Parecattil
Joseph Parecattil (né le 1er avril 1912 à Kindangoor, près d'Angamaly dans l'état de Kerala en Inde, et mort le 20 février 1987 à Cochin) est un cardinal indien  de l'Église catholique syro-malabare, archevêque d'Ernakulam de 1956 à 1984.

## Biographie
Joseph Parecattil  étudie  à Ernakulam, à Kandy (Ceylan) et à Madras. Après son ordination, Parecatill fait du travail pastoral dans l'archidiocèse d'Ernakulam de l'Église catholique syro-malabare  et il est directeur de l'hebdomadaire Sathyadeepamn (« la lumière de la vérité »).
Parecattill  est nommé évêque titulaire d'Arethusa dei Siri (de) et évêque auxiliaire d'Ernakulam le 28 octobre 1953. Il reçoit la consécration épiscopale le 30 novembre 1953 suivant, des mains du cardinal Eugène Tisserant alors préfet de la Congrégation du cérémonial.  En 1956 il est nommé administrateur apostolique puis archevêque d'Ernakulam des syro-malabares.  
Il assiste au concile Vatican II (1962-1965). Parecattill est président de la conférence épiscopale de l'Église catholique syro-malabare,[Quoi ?] président de la Conférence des évêques catholiques d'Inde de 1972 à 1976, et le premier président du Conseil des évêques catholique du Kerala (en) entre 1975 et 1977.
Le pape Paul VI le crée cardinal lors du consistoire du 28 avril 1969 avec le titre de cardinal-prêtre de Santa Maria "Regina Pacis" a Monte Verde. Parecattill est président de la Commission pontificale pour la révision du Code des canons des Églises orientales de 1972 à 1987. Il participe aux deux conclaves d’août et d’octobre 1978 (élection de Jean-Paul Ier et de Jean-Paul II).